# 4247 Grahamsmith
A 4247 Grahamsmith (ideiglenes jelöléssel 1983 WC) a Naprendszer kisbolygóövében található aszteroida. Edward L. G. Bowell fedezte fel 1983. november 28-án.